# کاجی-۱
کاجی-۱ (چینی: 空警; پین‌یین: Kōng Jǐng، مخفف 空中预警 کونگ‌ژونگ یوجینگ به‌معنای «هشدار زودهنگام هوابرد») یک هواگرد تجربی آواکس چینی بود که بر پایهٔ بمب‌افکن توپولف تو-۴ ساخته شد. این پروژه در سال ۱۹۶۹ با عنوان رمز «پروژهٔ ۹۲۶» آغاز شد، اما تنها یک نمونهٔ اولیه ساخته شد و پروژه متوقف شد تا اینکه سرانجام در سال ۱۹۷۹ لغو گردید.

## طراحی و توسعه
کاجی-۱ نخستین هواگرد آواکس نسل اول ساخت جمهوری خلق چین بود. به‌گفتهٔ منابع دولتی چین، یک فروند کاجی-۱ عملکردی معادل بیش از ۴۰ ایستگاه راداری زمینی داشت، اما پرواز آزمایشی آن در اوایل دههٔ ۱۹۷۰ با لرزش‌های شدید حین پرواز روبه‌رو شد که قابل رفع نبودند و توسعهٔ آن در ادامه، در میان هرج‌ومرج سیاسی ناشی از انقلاب فرهنگی متوقف گردید.
در دوران اصلاحات اقتصادی چین، پروژه بار دیگر به‌دلیل کاهش بودجهٔ نظامی و اولویت یافتن توسعهٔ اقتصادی، متوقف شد. زمانی که پروژه در سال ۱۹۷۸، در راستای نوسازی نیروی هوایی ارتش آزادی‌بخش خلق، دوباره مورد بررسی قرار گرفت، دیگر منسوخ شده تلقی می‌شد و در سال ۱۹۷۹ به‌طور کامل متوقف گردید. تنها هواگرد کاجی-۱ ساخته‌شده پس از لغو پروژه، اوراق شد و نمونهٔ موجود در موزهٔ هوانوردی چین در پکن، در واقع یک نسخهٔ بازسازی‌شده است که با تبدیل یک تی‌یو-۴ دیگر ساخته شده است.
در غیاب کاجی-۱، چین یک رادار آرایه فازی برای هواگرد آواکس کاجی-۲۰۰۰ توسعه داد که بر پایهٔ بدنهٔ اصلاح‌شدهٔ ایلیوشین ایل-۷۶ ساخته شده بود.